# Дочка Бога
«Дочка бога» (англ. Exposed) — фільм режисера Гі Малика Лінтона, що вийшов на екрани 2016 року. Головні ролі зіграли Кіану Рівз і чарівна кубинська красуня Ана де Армас.
Ана де Армас вже працювала з Кіану Рівзом у фільмі Хто там? практично не знаючи англійської мови. Мабуть неймовірна краса цієї дівчини вразила Кіану Рівза і він подзвонив їй і запропонував її роль у цій стрічці.  

## Сюжет
Психологічний трилер з непередбаченим сюжетом. Детектив Скот Ґалбан (Кіану Рівз) розслідує вбивство свого напарника, який перед смертю сфотографував групу людей, серед яких була головна героїня Ізабелла (Ана де Армас).

## Порушена тематика
У кіні порушена важка тематика. Про розбещення неповнолітніх, згвалтування жінок, поліцейське свавілля, а також психологічні розлади.

## У фільмі знімалися
| Актор                | Роль               |
| -------------------- | ------------------ |
| Ана де Армас         | Ізабель де ла Круз |
| Кіану Рівз           | дектив Скот Ґалбан |
| Крістофер МакДональд | лейтенант Галвей   |
| Міра Сорвіно         | Джанін Каллен      |
| Біг Дедді Кейн       | Блек               |